# Arno Kozelsky
Arno Paul Kozelsky (* 1. November 1981) ist ein österreichischer Fußballspieler auf der Position eines Stürmers.

## Karriere
Kozelsky begann seine Karriere beim GSC Liebenfels in Kärnten. Zwischen 1990 und 1994 spielte er in der Jugend des FC St. Veit, ehe er nach Liebenfels zurückkehrte. Zur Saison 2001/02 wechselte er zum FC Kärnten in die Bundesliga. Nachdem er in der Hinrunde nicht zum Einsatz gekommen war, wurde er für die Rückrunde an die SVG Bleiburg verliehen. Zur Saison 2002/03 kehrte er zu Kärnten zurück, wo er auch sein Debüt in der höchsten österreichischen Spielklasse gab. Kozelsky spielte gegen die SV Ried am 26. Oktober 2002 zum ersten Mal. Er wurde gegen Stanko Bubalo eingewechselt. Sein erstes Bundesligator erzielte er am 23. Februar 2003 gegen FK Austria Wien, das Spiel ging jedoch 1:3 verloren. Im Jahre 2004 nach dem Abstieg der Kärntner wechselte er zum DSV Leoben, wo er vier Jahre in der zweiten Liga aktiv war. 2008 wechselte er in die Bundesliga zum Aufsteiger Kapfenberger SV, wo er auf Anhieb Stammspieler wurde. In der Winterpause 2009/10 wechselte Kozelsky zum SV Horn in die Regionalliga. Nachdem er vor dem Saisonstart einen Kreuz- und Seitenbandriss erlitt, betritt er jedoch kein einziges Spiel für den SV Horn. Im Juni 2010 wechselte Kozelsky in die zweite Liga zum SKN St. Pölten, wo er sich jedoch nicht durchsetzen konnte. Daraufhin wechselte er im Jänner 2012 in die Regionalliga Ost zum SKU Amstetten. In dreieinhalb Spielzeiten in Amstetten kam er zu 99 Regionalligaeinsätzen und erzielte dabei 34 Tore.
Zur Saison 2015/16 wechselte zurück in seine Kärntner Heimat zum viertklassigen SK Treibach. Mit Treibach stieg er 2021 in die Regionalliga auf. Zur Saison 2022/23 wechselte Kozelsky nach 131 Einsätzen für den Verein zum fünftklassigen SC St. Veit.